# Hen and Chicken-eilanden
De Hen and Chicken-eilanden is een eilandengroep die behoort tot Nieuw-Zeeland en gelegen zijn ten noordoosten van Noordereiland, het noordelijkste hoofdeiland van Nieuw-Zeeland. Tot de groep behoren zes eilanden.  Het Hen-eiland of Taranga in het Maori is veruit het grootste van de groep met een oppervlakte van 4,7 km². De Chicken-eilanden of Marotiri in het Maori zijn beduidend kleiner.

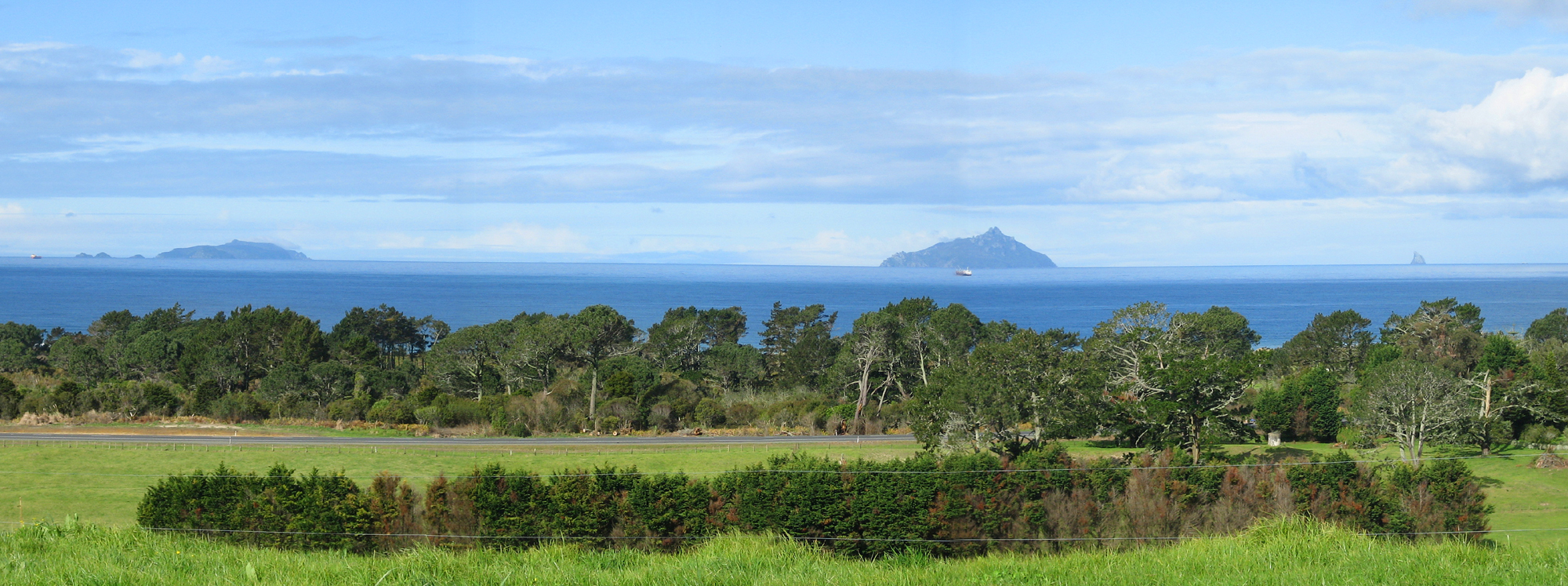
Van links naar rechts: de Chicken-eilanden, centraal het Hen-eiland, en rechts de Sail Rock

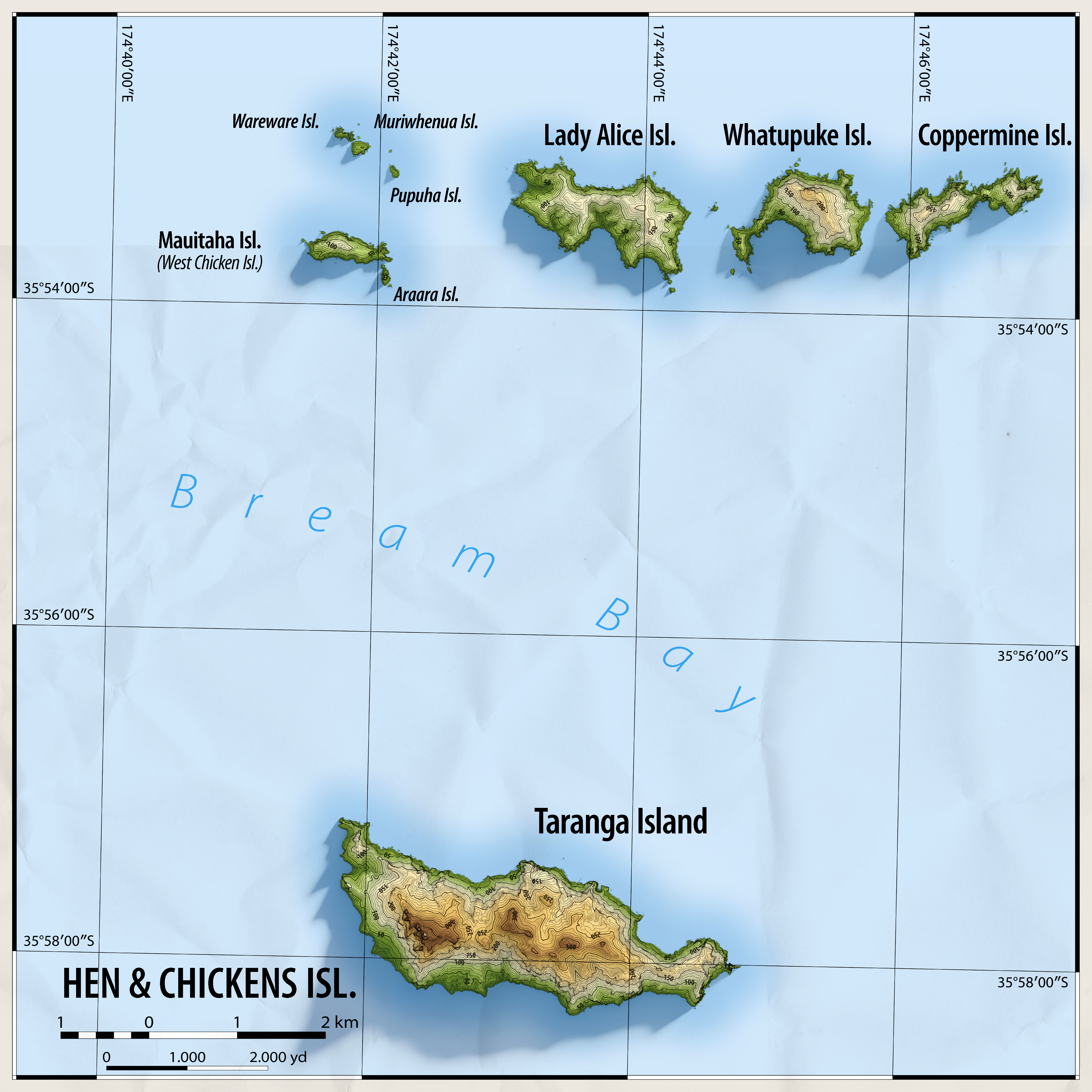
Kaart van de Hen and Chicken-eilanden

De eilanden kregen hun naam van kapitein Cook die de eilanden in 1769 aandeed.